# Вахтан
Вахта́н — посёлок городского типа в составе городского округа Шахунья Нижегородской области. Является административным центром и единственным населенным пунктом административно-территориального образования Рабочий посёлок Вахтан.
Население — 3778 чел. (2021).

## История
Посёлок возник в 1921 году вокруг строящегося канифольно-скипидарного завода, первого в России. Своё название получил от реки Большой Вахтан.
В советские годы по инициативе президиума Высшего Совета народного хозяйства в августе 1920 года при Химотделе ВСНХ была организована «Комиссия по установлению в России канифольно-скипидарного производства» во главе с председателем — начальником Химотдела Л. Я. Карповым и членами из лиц, работавших ранее в канифольно-скипидарном производстве: С. П. Ланговым, И. В. Филипповичем, Б. И. Збарским и Н. П. Полянским. Постановлением Совета Труда и Обороны, за подписью председателя Совета Труда и Обороны В. И. Ульянова (Ленина) и секретаря Л. Фотиевой, подписанного в Кремле, 5 августа 1921 года, была создана особая при ВСНХ строительная комиссия «Вахтанское строительство», на которое было возложено задание построить в урочище «Вахтан» канифольно-скипидарный завод по экстракционному способу. По проекту главного инженера строительства И. В. Филипповича был построен канифольно-скипидарный завод, производящий канифоль, скипидар, позднее после реконструкции стал называться канифольно-экстракционный завод и выпускал осветлённую канифоль, коптильные препараты, растворители, смазку для алмазного бурения. Вахтан быстро развивался. Были организованы смежные предприятия химлеспромхоз и леспромхоз. Лесозаготовительное и перерабатывающее производство стало крупнейшим в области.
20 октября 1933 года Президиум ВЦИК постановил «Отнести к категории рабочих посёлков населённые пункты: Вахтан и Шахунья, Шахунского района, сохранив за ними те же наименования»*
В Вахтане был открыт один из филиалов Шахунского агропромышленного техникума. Бум в развитии посёлка пришёлся на 1970-е—1980-е годы. Были построены новые промышленные цеха, открыты новые направления производства. Рядом со средней школой был построен новый спортивный зал. Для быстрого обеспечения растущего населения посёлка комфортным жильём были возведены большие жилые массивы многоквартирных кирпичных домов (высотой до 5 этажей) со всеми удобствами, и одноэтажных домов. Построены новый больничный комплекс, новая аптека, крупная заводская столовая, на площади перед столовой сооружён фонтан, вдоль новой больницы и поселкового парка по улице Карповская сооружена красивая металлическая изгородь, в парке установлены аттракционы и фонтан. Рядом с Дворцом культуры сооружена трёхсводчатая каменная арка. Детские площадки оформлялись местными умельцами художественными фигурами из дерева. Крупные поселковые дороги были заасфальтированы и оборудованы тротуарами.
Таким образом, помимо крупного промышленного хозяйства, на середину 80-х годов Вахтан располагал восьмилетней и средней школами, вечерней школой, профессиональным училищем, библиотекой, Дворцом культуры, Домом пионеров, музыкальной школой, детскими садами и детским летним лагерем при Дворце культуры, больничным комплексом с хирургическим, родильным и инфекционным отделениями, поликлиникой, санаторием-профилакторием, продуктовыми магазинами, универмагами, хозяйственным и книжным магазинами, аптекой, спортивным залом, стадионом с лыжной базой, катком и тиром, водохранилищем и пляжами, столовыми и рестораном, хлебозаводом, парком с аттракционами, фонтанами, обустроенными детскими площадками, двумя железнодорожными станциями, аэродромом, автостанцией районного автобусного сообщения, двумя автобусными маршрутами по территории посёлка.

## Население
| 1959   | 1970    | 1979  | 1989  | 2002  | 2008  | 2009  |
| ------ | ------- | ----- | ----- | ----- | ----- | ----- |
| 12 050 | ↘10 089 | ↘8395 | ↘8321 | ↘6641 | ↘6189 | ↘6128 |
| 2010   | 2011    | 2012  | 2013  | 2014  | 2015  | 2016  |
| ↘5769  | ↘5732   | ↘5531 | ↘5442 | ↘5355 | ↘5223 | ↘5057 |
| 2017   | 2018    | 2019  | 2020  | 2021  |       |       |
| ↘4952  | ↘4889   | ↘4795 | ↘4694 | ↘3778 |       |       |

Население посёлка убывает по причине резкого снижения рождаемости с начала 1990-х годов (35—45 за год против 140 в 1980-х по ежегодным отчётам по рождаемости), рабочее население стареет. Из-за этого обозначается нехватка рабочих рук.

## Экономика, население и социальная картина
Канифольно-экстракционный завод был остановлен и закрыт в 1990-е годы, а его здания впоследствии были разобраны местными жителями на строительные материалы для личных нужд. В 2005г на базе леспромхоза было создано ООО ФК «Росплит», ставшее выпускать фанеру (объём выпуска составляет 24 тыс. м3 в год. В 2010 году здесь было смонтировано новое производство по выпуску плиты ДСП. Однако привезенное из Финляндии бывшее в употреблении оборудование технически устарело и нуждается в модернизации и реконструкции. Неоднократно производство плиты дсп останавливалось из-за технических и организационных проблем. Все производство обеспечивается собственной сырьевой базой, для заготовки леса используются финские «Харвестеры» и «Форвардеры». Кроме того, активны индивидуальные предприниматели. Только предприятия «Сенбур» и «Форест» заготавливают 60 000 м3 древесины в год, что сопоставимо с объёмами бывшего леспромхоза в 2000-е годы. Они же производят оцилиндрованные заготовки для срубов домов. Также в Вахтане делают мягкую и сборную корпусную мебель, есть два производства пластиковых окон.
Помимо этого, в посёлке имеется хлебозавод и пекарня. Работает около 30 торговых точек, в основном по продаже продовольствия и хозтоваров, есть также магазины с промышленными товарами, бытовой и электротехникой. Работают три кафе, один вечерний бар с бильярдом и сауной.

## Культура
В центре посёлка расположен спортивный комплекс со стадионом, где летом регулярно проводятся районные и межрайонные соревнования. Есть своя футбольная команда. Зимой заливается хоккейная площадка. Имеется тир для пулевой стрельбы.